# Kambe Sugao
Kambe Sugao (神戸 清雄 Kambe Sugao, sinh ngày 2 tháng 8 năm 1961) là một cựu cầu thủ và huấn luyện viên bóng đá người Nhật Bản. Ông từng dẫn dắt đội tuyển quốc gia Philippines, Guam và Quần đảo Bắc Mariana.

## Sự nghiệp câu lạc bộ
Kambe sinh ngày 2 tháng 8 năm 1961 tại tỉnh Shizuoka. Sau khi tốt nghiệp Đại học Waseda, ông thi đấu cho Honda từ năm 1984 đến năm 1990.

## Sự nghiệp bóng đá trong nhà
Năm 1989, Kambe được chọn vào đội tuyển bóng đá trong nhà quốc gia Nhật Bản tham dự Giải vô địch bóng đá trong nhà thế giới 1989 ở Hà Lan.

## Sự nghiệp huấn luyện viên
Sau khi giải nghệ, Kambe bắt đầu sự nghiệp huấn luyện viên tại Honda năm 1990. Năm 1991, ông chuyển đến Furukawa Electric (sau này là JEF United Chiba) và dẫn dắt câu lạc bộ cho đến năm 2001. Ông cũng dẫn dắt câu lạc bộ trên cương vị huấn luyện viên tạm quyền vào năm 2000 và năm 2001. Từ năm 2002, ông dẫn dắt các đội tuyển quốc gia, Philippines (2002-2003), Guam (2003-2005) và Quần đảo Bắc Mariana (2009). Năm 2010, ông trở lại JEF United Chiba. Tháng 10 năm 2011, ông trở thành huấn luyện viên của JEF United Chiba, thay cho người tiền nhiệm Dwight Lodeweges. Ông đã đến Thái Lan và dẫn dắt các câu lạc bộ Thái Lan từ năm 2013.